# Ploumanac'h
Ploumanac'h (pronunciació francesa: [plumanak] o [plumana], i en bretó [pluˈmãːnax]) és un poble portuari en un port natural, part del municipi de Perros-Guirec, en el districte de Lannion, en el departament de Côtes-d'Armor de la Bretanya regió de França. El 2015 va ser votat com "el poble preferit pels francesos". Es troba a 3 quilòmetres al nord-oest de la ciutat de Perros-Guirec.
Una característica excel·lent de la zona és la roca de granit rosa i les sorres de la costa de Côte de Granit Rose. Els edificis d'interès són el molí de marees i el far de Ploumanac'h. L'ermita de Saint Guirec dona a la platja, davant del petit oratori del segle XII, que està envoltat pel mar durant la marea alta. El petit castell no està obert al públic, però va ser el lloc on Henryk Sienkiewicz va escriure Quo Vadis i va guanyar el Premi Nobel de Literatura.

## Geografia
El poble de Ploumanac'h es troba a 3 quilòmetres al nord-oest del centre de la ciutat de Perros-Guirec. Amb cotxe, només es pot accedir per una carretera, la D788 entre Perros-Guirec i Trégastel a la cruïlla que es troba sota el poble de La Clarté i el seu semàfor .

## Geologia

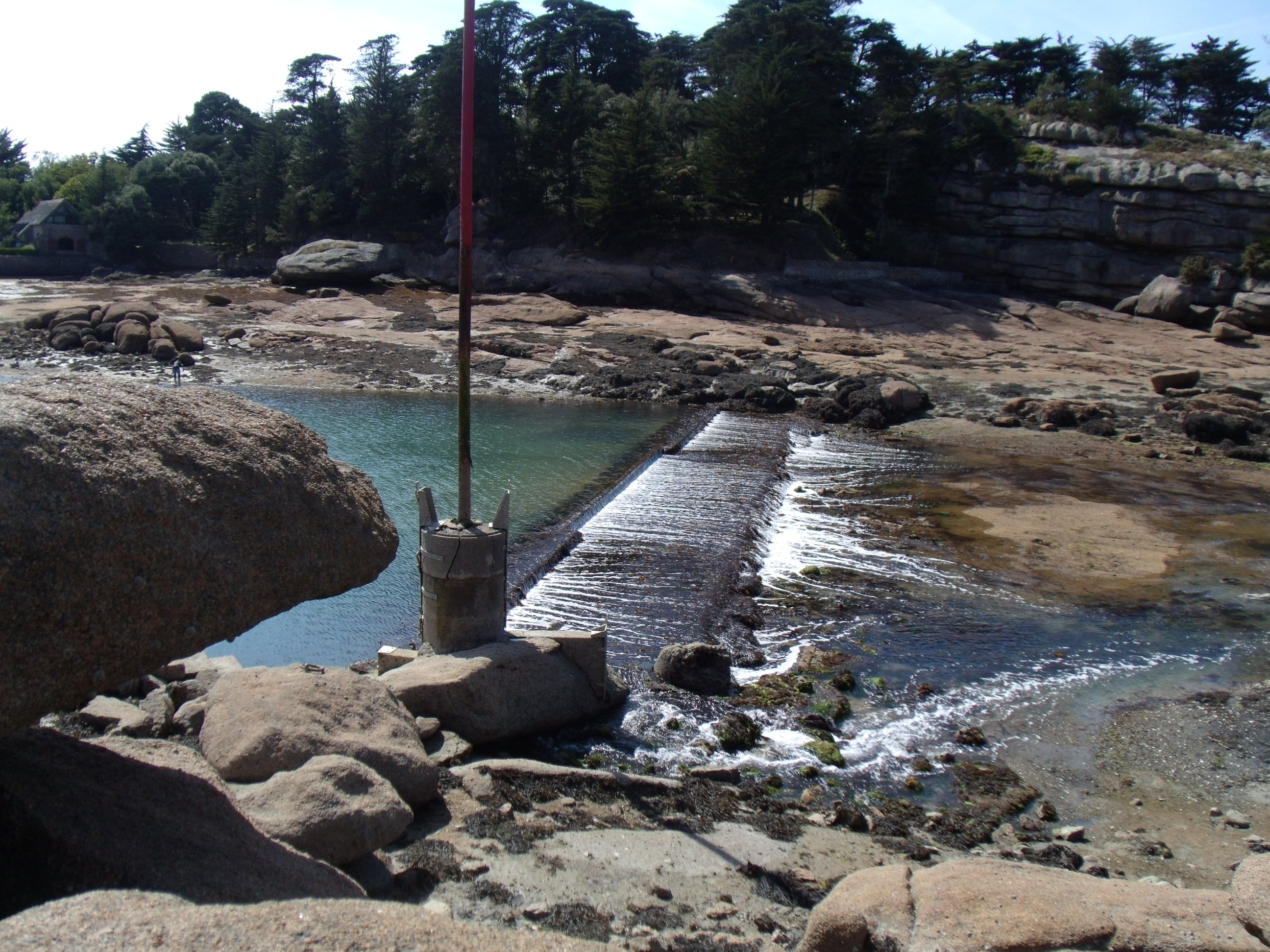
El fons amb la marea molt baixa.

En la costa de granit rosa, formacions sedimentàries i volcano-sedimentarias més o menys metamòrfiques del Brioveriense són tallades per l'immens batòlit granític intrusiu cadomià de Bréhat-Perros-Guirec. A l'oest s'ha configurat el massís granític de Ploumanac'h, de dimensions modestes (el·lipse de 12,4 x 7,7 km tenint en compte l'enfonsament progressiu al mar d'una plataforma amb esculls). Aquest massís de Trégorrois mostra una notable disposició de les diferents unitats litològiques en tres aurèoles concèntriques. Constituït per la intrusió successiva de tres cossos magmàtics, aquest plutó polifàsic produeix el que s'anomena un complex centrat ». Aquest massís granític és accessible a tots els seus components gràcies al tall de la riba, la importància de la platja i la quantitat d'illots granítics propers a la costa. La varietat petrogràfica i estructural (foliació, enclavaments) de les roques magmàtiques constitueix així un veritable museu a l'aire lliure per a geòlegs aficionats i professionals.

## Toponimia
El nom Ploumanac'h prové de la deformació del bretó Poull Manac'h, que significa "l'estany del monjo ". Aquí, l'element " xipolleig per tant no és de plebs ”, parròquia », al contrari de moltes ciutats bretonnes. Explica la tradició que Sant Guirec va desembarcar a la riba de Ploumanac'h al segle vii, un oratori posterior que commemora aquesta arribada.

## Climatologia
Per raó de la seva ubicació a la costa del Canal, el clima de Ploumanac'h és temperat oceànic. La ciutat està subjecta a influències marítimes durant tot l'any, amb estius i hiverns temperats. La neu és rara i la pluja és moderada.
| Mes                             | Gener | Febrer. | Març | Abril | Maig | Juny | Juliol | Agost | Set. | Oct. | Nov  | Des.  | Any   |
| ------------------------------- | ----- | ------- | ---- | ----- | ---- | ---- | ------ | ----- | ---- | ---- | ---- | ----- | ----- |
| Temperatura mínima mitjana (°C) | 5,7   | 5,4     | 6,3  | 7,9   | 10   | 12,6 | 14,2   | 14,6  | 13,7 | 11,5 | 9,3  | 5,9   | 9,8   |
| Temperatura màxima mitjana (°C) | 9,5   | 9,8     | 11,3 | 13,6  | 15,7 | 18,3 | 20,1   | 20,2  | 19,4 | 16,6 | 13,5 | 9,9   | 14,8  |
| Precipitació (mm)               | 82,8  | 65      | 58,2 | 47,2  | 58,6 | 48,8 | 55,3   | 46,4  | 31,1 | 74,6 | 93,4 | 101,4 | 762,8 |

Font: meteociel

## El port

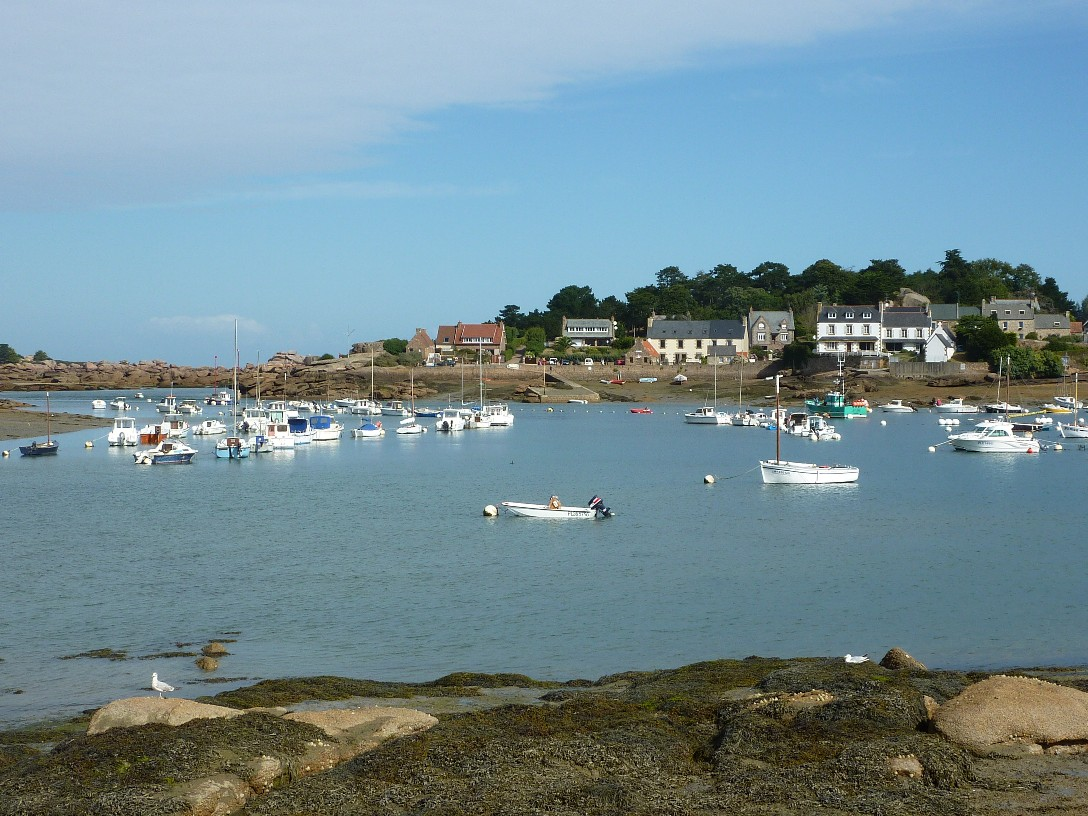
L'entrada del port.

El port natural de Ploumanac'h és un dels més protegits de la costa nord de Bretanya. Està format per la trobada dels dos rierols del Traouïero (el Traouïero gran i el petit). El 1861, els mariners de Ploumanac'h van demanar al Ministeri d'Obres Públiques que construís un embarcador per permetre la comunicació entre vaixells i terra en qualsevol temps. El lloc escollit és Pen-an-Crec'h, on les roques circumdants s'utilitzen per a la construcció d'una grada, destinada als vaixells de pesca locals. La grada es construirà al voltant de 1883.
Avui dia, el port és relativament gran perquè té 250 atracadors de boies, així com 150 atracadors de platja. Fins i tot en cas de marea molt baixa, sempre hi ha una mica d'aigua al port a causa de la presència d'un llindar a −2,55 m . A l'entrada del port es mostra una escala d'alçada de l'aigua que permet saber si és possible travessar el llindar pel que fa al calat del vaixell. Allí està ancorat el cúter Kotick (catalogat com a monument històric). En temporada, surten llançadores turístiques des del port en direcció a Sept-Îles.

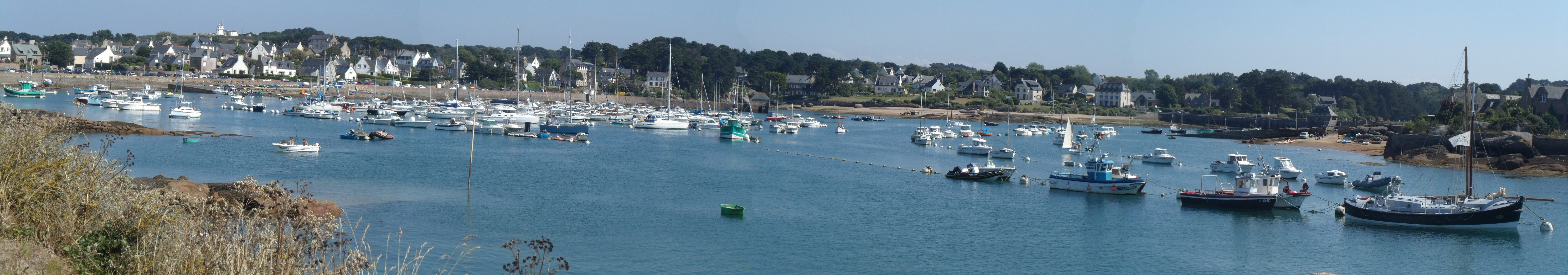
Vista des del molí de marees de Trégastel.

## Molí de marees

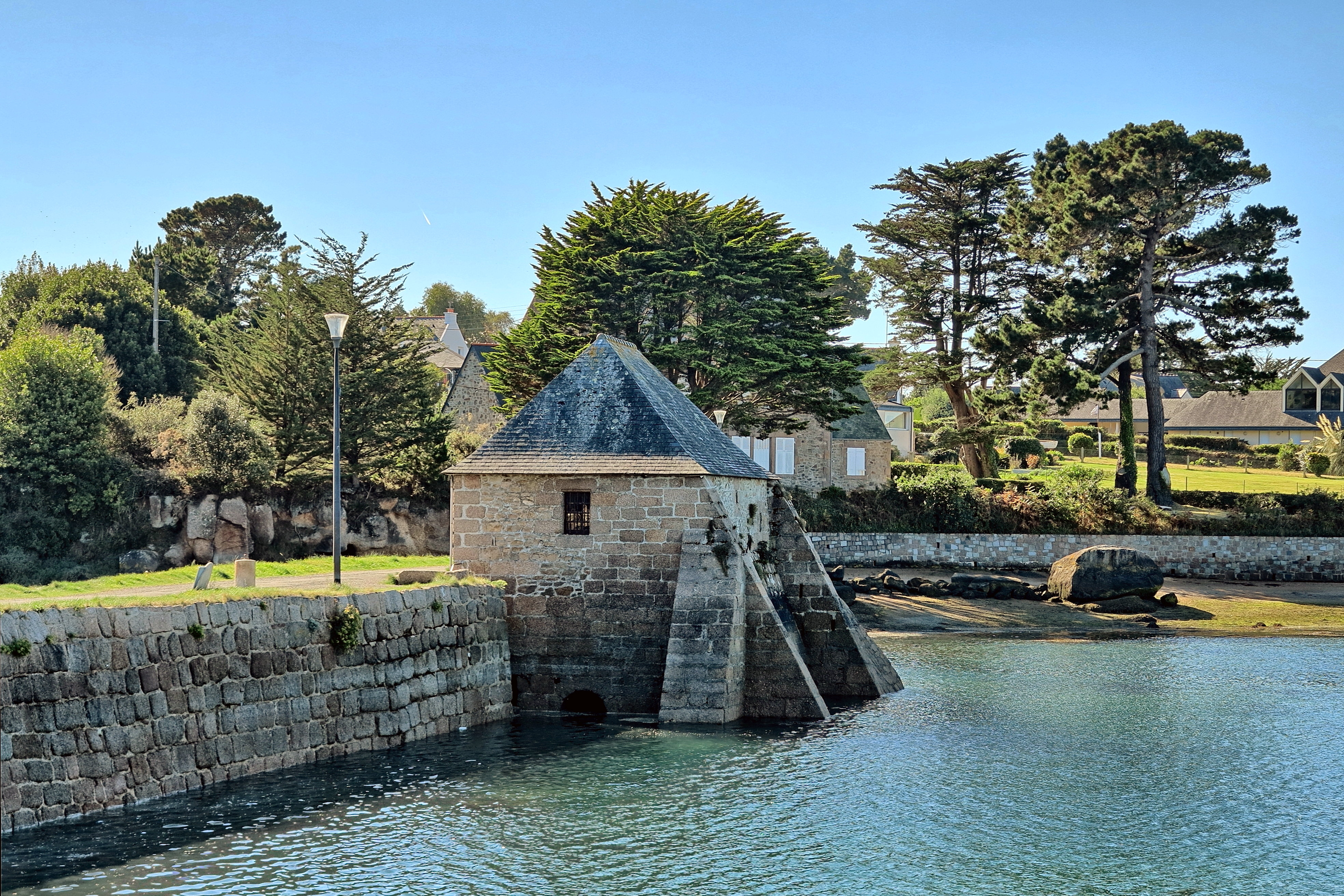
El molí de marees el 2021.

El primer far de Ploumanac'h (o far de Mean Ruz) data de 1860. Destruït el 1944, va ser substituït pel far actual el 1945. Indica l'entrada al pas que porta al port de Ploumanac'h.
De nit, és identificable gràcies a la seva llum vermella amb ocultacions amb un sector blanc, sent aquest últim color visible només entre l'illa Tomé i l'illa Rouzic.
Des del far, hi ha una vista directa del castell de Costaérès, Île Renote i Sept-Îles.

## Platges
- La Bastilla : aquesta cala, situada entre la platja de Saint-Guirec i el port de Ploumanac'h, pren el nom del fet que en el passat va exercir el paper de fortalesa. El 1856, es va planejar construir un far al cim de la roca Castel Braz que domina la platja i culmina a una altura de 28 mètres . No obstant això, el projecte va ser abandonat a favor del lloc Mean-Ruz.
- Anse Saint-Guirec (o platja de Saint-Guirec), el barret de Napoleó és una roca que domina la badia. .

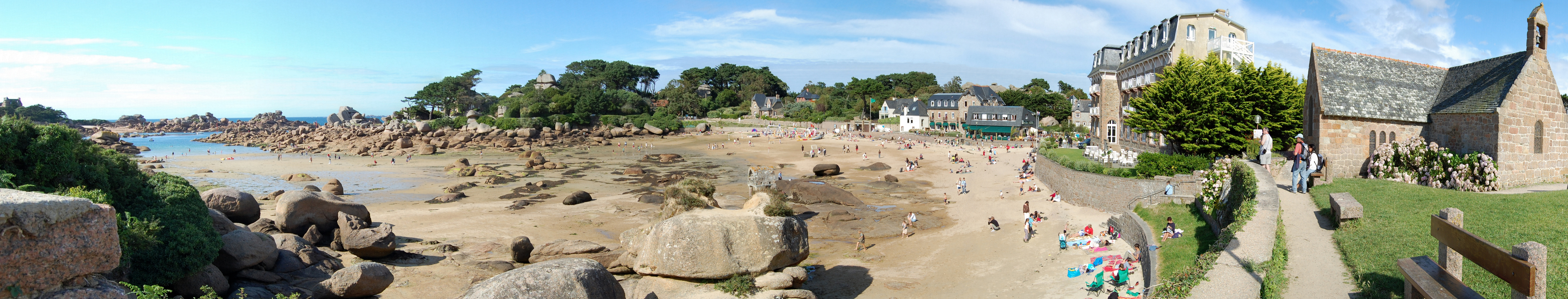
Vista panoràmica d'Anse Saint-Guirec el 2007 des de la capella de Saint-Guirec (a l'extrem dret) ; l'oratori de Saint-Guirec és visible al centre del panorama i el castell de Costaérès a l'extrem esquerre.

## El far

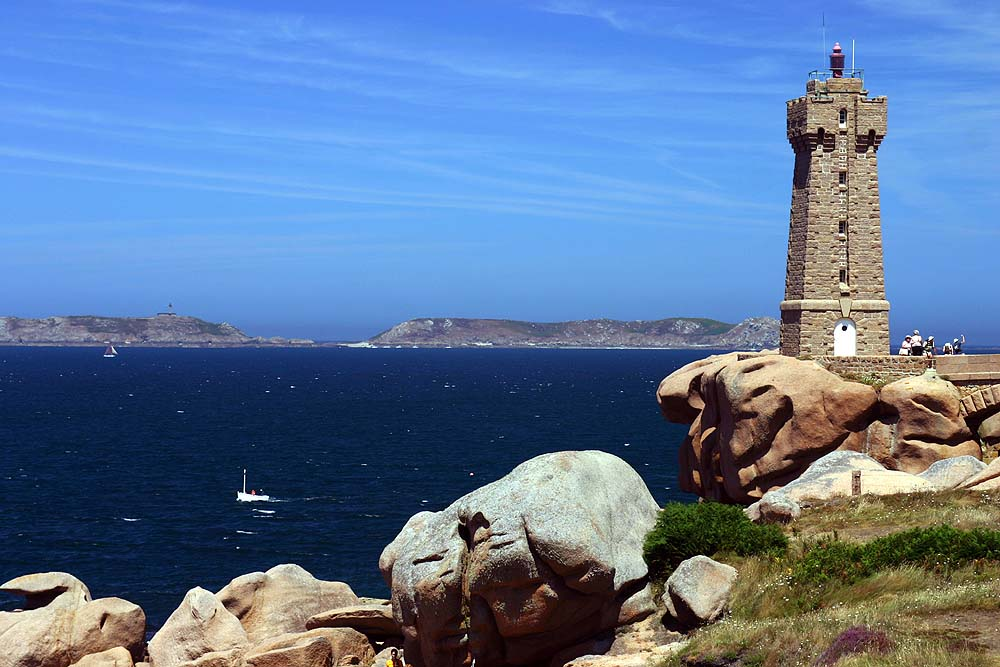
El far i l'arxipèlag de Sept-Îles

El primer far de Ploumanac'h (o far de Mean Ruz) data de 1860. Destruït el 1944, va ser substituït pel far actual el 1945. Indica l'entrada al pas que porta al port de Ploumanac'h.
De nit, és identificable gràcies a la seva llum vermella amb ocultacions amb un sector blanc, sent aquest últim color visible només entre l'illa Tomé i l'illa Rouzic.
Des del far, hi ha una vista directa del castell de Costaérès, Île Renote i Sept-Îles.

## Edificis religiosos

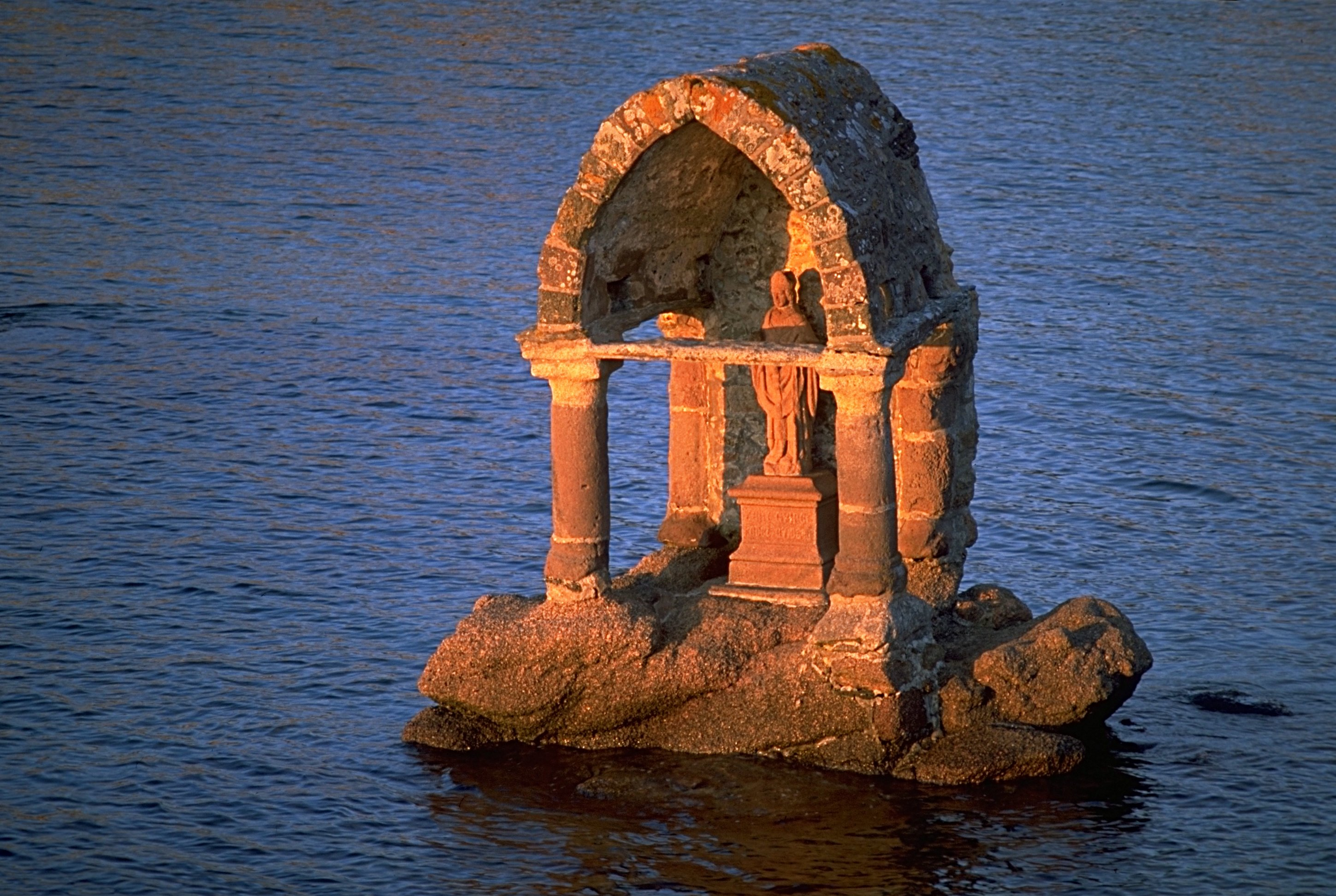
L'oratori de Saint-Guirec durant la marea alta.

- L'oratori de Saint-Guirec : segons la llegenda, va ser en aquesta platja on el monjo Saint Guirec va desembarcar al VII VII segle Un oratori, construït directament a la platja al XI XI. segle, perpetua la memòria del sant ;
- La capella de Saint-Guirec:[9] a XVI setzè segle, els monjos de l'abadia de Begard van construir un edifici de pedra. Aquest primitiu edifici va ser restaurat al XVIII . I XIX _ segles Va ser ampliada per primera vegada a principis del XX. segle, i novament el 1938 : s'afegeixen així dos transeptes a la nau original. Aquesta capella marinera alberga, entre altres coses, un Crist a la creu, un Sant Julià vestit de soldat romà, del XV. del segle XVI, una pietat i un Sant Sebastià, del XVI XVI segle, un Sant Yves així com una pintura que representa: Com Sant Guirec va arribar a Bretanya, oli sobre llenç d'Albert Clouard (1866-1952) ;
- El Calvari de la capella de Sant-Guirec.

## Personatges famosos
- La novel·lista francesa Violette Leduc (1907-1972)[10] allí passava les seves vacances.
- El pintor Georges Sabbagh, pare de l'home de la televisió dels anys 1950-1970 Pierre Sabbagh (natiu de Lannion) va romandre allí de 1916 a 1936 i va fer construir una casa[11] en 1933[12]
- El pintor Henri Rivière (1864-1951) va deixar en particular dos quadres relacionats amb Ploumanac'h,.[13][14]
- El pintor André-Léon Vivrel (1886-1976) va freqüentar Ploumanac'h i el va convertir en un dels seus temes favorits.[15]

## Turisme
Unes 800 000 persones recorren el sender de la duana, un tram del GR 34, a Ploumanac'h cada any, incloent-hi 350 000 al juliol i l'agost. L'elecció de Ploumanac'h en 2015 com a " Poble favorit dels francesos " va ajudar a augmentar l'assistència.